# Adel Sennoun
Pour les articles homonymes, voir Sennoun.
Mohamed Adel Sennoun, né le 1er septembre 1967, est un joueur algérien de volley-ball. Il a joué pour al Saad et maintenant pour GSP,.

## Biographie
Adel Sennoun un ancien joueur de volley ball né le 1er septembre 1967, au poste de passeur. Il a commencé sa carrière à MCA, ensuite au France puis au Qatar ; au club Qatar SC, il est devenu un entraineur et il a gagné plusieurs titres .

## Clubs

### Joueur
| Club     | Pays    | De   | À |
| -------- | ------- | ---- | - |
| MC Alger | Algérie | 1994 |   |

### Entraîneur
| Club        | Pays  | De        | À         | Qualité |
| ----------- | ----- | --------- | --------- | ------- |
| Al-Arabi    | Qatar | 2010-2011 | 2011-2012 |         |
| El Jaish SC | Qatar | 2012-2013 | 2013-2014 |         |
| Al-Arabi    | Qatar | 2014-2015 | 2014-2015 |         |
| Al Shamal   | Qatar | 2015-2016 | 2018-2019 |         |

## Palmarès

### Joueur

#### Enéquipe d'Algérie
- Jeux olympiques :
  - 1992 : 12e
- Championnats du monde  :
  - 1994 : 13e
  - 1998 : 22e
- Jeux africains :
  - 1991:   Vainqueur

- Jeux panarabes
  - 1997 :   Vainqueur

### Entraîneur

#### En club
Al-Arabi
- Championnat du Qatar : 2011، 2012

- Vainqueur de la Coupe Emir de Qatar : 2011
- Vainqueur de la Coupe Crown Prince de Qatar : 2012

- Vainqueur de la Supercoupe du Qatar : 2014
- Finaliste de la Coupe du Golfe des clubs champions : 2012
- 5e du Championnat du monde des clubs de volley-ball : 2010
- 5e du Championnat du monde des clubs de volley-ball : 2011 [4]

El Jaish SC
- Vainqueur de la Coupe Fédération du Qatar : 2012, 2013